# جمهورية فلوريدا (1861)
كانت جمهورية فلوريدا دولة مستقلة موجودة في أراضي ولاية فلوريدا الأمريكية الحالية من 10 يناير 1861، عندما أصبحت الولاية الثالثة التي تعلن انفصالها عن الاتحاد بعد انتخاب أبراهام لنكولن، حتى 8 فبراير 1861، عندما انضمت إلى الولايات الكونفدرالية الأمريكية.